# Ԏ
Ԏ, ԏ или Коми Tь е буква от Молодцовската азбука, която е модификация на кирилицата. Използвана е през 1920-те 20 век в коми езика. Буквата представлява модификация на кирилското Т като към него е добавено допълнително ченгелче, обозначаващо палатализация. Обозначава беззвучната небна преградна съгласна /c/ [ть].